# Lepidotrigla carolae
Lepidotrigla carolae és una espècie de peix pertanyent a la família dels tríglids.

## Descripció
- Fa 18 cm de llargària màxima (normalment, en fa 15).[4][5]

## Hàbitat
És un peix marí, demersal i de clima tropical que viu entre 10-400 m de fondària.

## Distribució geogràfica
Es troba a l'Atlàntic oriental: des del nord de Mauritània fins a, probablement, Angola.

## Observacions
És inofensiu per als humans.